# Ostracismo

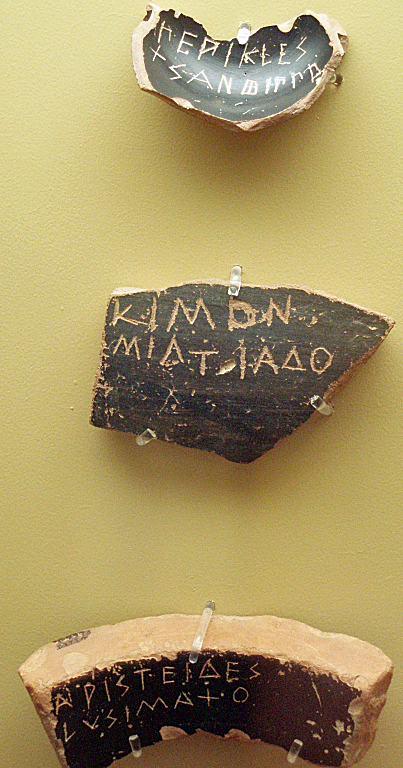
ostrakon, ὄστρακον

O Ostracismo foi um tipo de punição existente em Atenas, no século V a.C, na qual, o cidadão, geralmente um político, que atentasse contra a liberdade pública, era votado pelos outros cidadãos para ser banido ou exilado, por um período de dez anos. O Ostracismo foi criado por Clístenes, é referido por historiadores como o "Pai da Democracia". 
Todos os anos, durante a sexta Pritania a questão de se um ostracismo deveria ser votado naquele ano era colocada para a Eclésia, se assim decidido, o ostracismo tomava lugar na Ágora durante a oitava Pritania. O termo deriva do método de votar que consistia na escrita do eleito em um pedaço de cerâmica, denominado de Óstraco.

## Procedimento
Segundo Plutarco, na obra Vidas Paralelas, o procedimento consistia de prover cada eleitor com um Óstraco, ou pedaço de cerâmica, para escrever nele o nome do cidadão que quisesse remover da cidade e então o pedaço deveria ser deixado na Ágora.
Os Arcontes contavam inicialmente o número total de Óstracos para que fossem empilhados, pois se o número de peças correspondessem a um número inferior a seis mil, a votação ao ostracismo era encerrada. Se fosse aprovado em seguida, as peças eram separadas por nomes, e quem recebesse a maioria dos votos, era então condenado ao banimento por dez anos, ainda com o direito de desfrutar da renda de sua propriedade. O antigo historiador grego Filocoro definiu que o eleito ao castigo deveria ter seis mil votos, sendo improvável que a destituição de direitos civis fosse feita sem a reunião de um volume considerável de votos.
O resultado da votação era proclamado na Pnyx e a vítima deveria deixar a cidade em dez dias, ausentando-se durante dez anos. Originalmente, o banido poderia se instalar em qualquer área do território ático, mas em 480 a.C., passou a ser proibida a instalação ao lado do cabo Geraestos (ao sul de Eubeia) e do cabo Skyllaion (a leste de Argólida).
Segundo Aristóteles, o ostracismo foi integrado à constituição ateniense no século VI a.C. e posto em prática pela primeira vez em 488 ou 487 a.C., para impedir a participação de ex-tiranos nas eleições e implantar, assim, a verdadeira democracia. [carece de fontes?]
O ostracismo caiu em desuso depois que Alcibíades e Nícias o empregaram contra um adversário menor, Hipérbolo. Seu principal defeito era o fato de que, ao afastar o principal adversário daquele que detinha o poder, o ostracismo aumentava o perigo de ditadura ao invés de conjurá-lo. [carece de fontes?]